# Tiékouna
Tiékouna är en ort i Burkina Faso.   Den ligger i regionen Cascades, i den sydvästra delen av landet, 400 km sydväst om huvudstaden Ouagadougou. Tiékouna ligger 292 meter över havet och antalet invånare är 108.
Terrängen runt Tiékouna är platt. Närmaste större samhälle är Banfora, 3,6 km öster om Tiékouna.
Omgivningarna runt Tiékouna är en mosaik av jordbruksmark och naturlig växtlighet. Runt Tiékouna är det ganska tätbefolkat, med 104 invånare per kvadratkilometer.